# Fábrica de maquinaria Christian Hagans

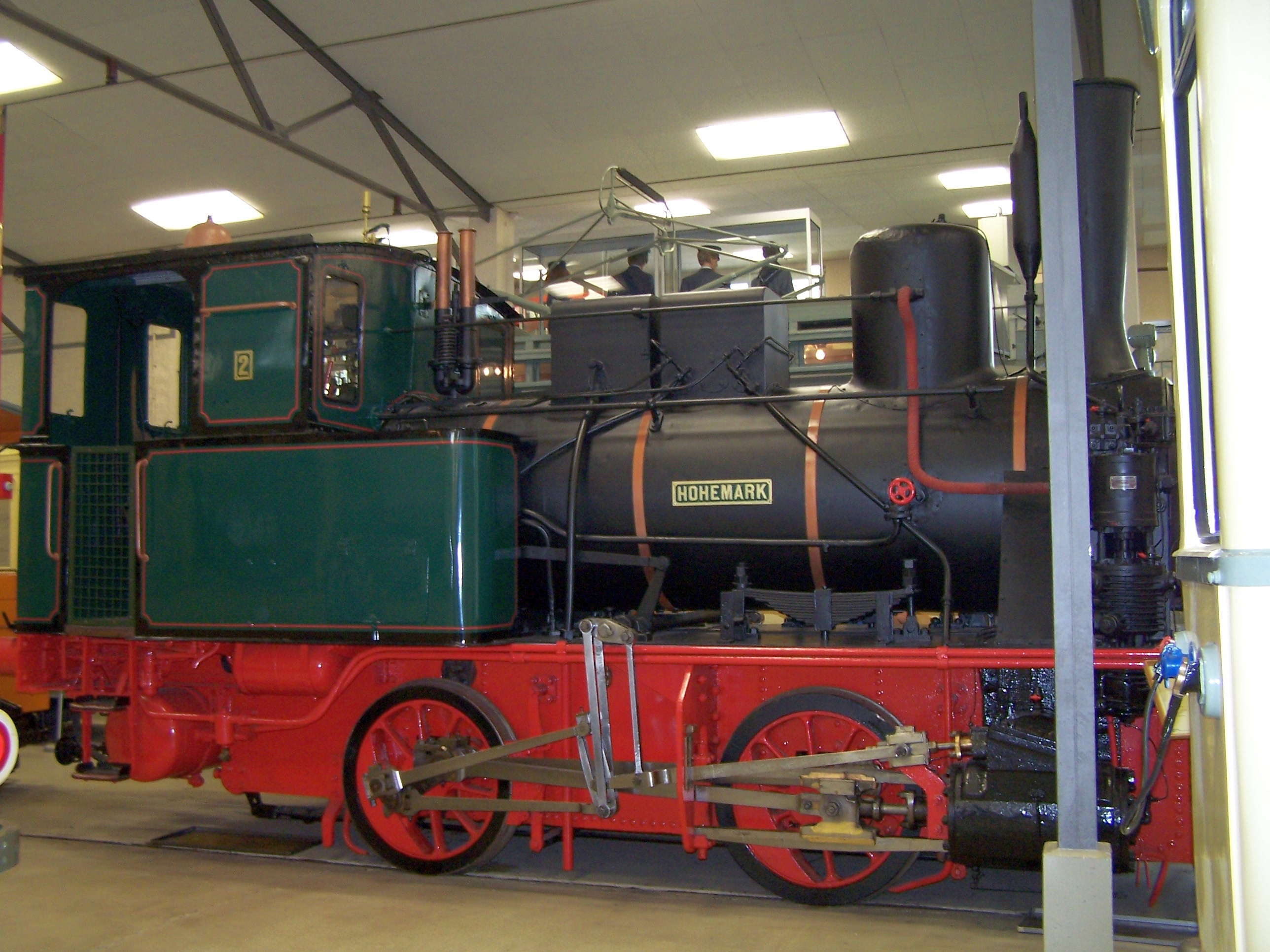
Locomotora de vapor Hagans Bn2t HOHEMARK de 1900 en el Museo del Transporte de Fránkfurt

La Fábrica de Maquinaria Christian Hagans (nombre original en alemán: Maschinenfabrik Christian Hagans), fundada el 1 de julio de 1857 en Erfurt por Christian Hagans, fue una empresa alemana dedicada a la  construcción de locomotoras. 

## Historia
A mediados de la década de 1860, la compañía había comenzado a construir calderas de locomotoras y otros componentes. En 1872 produjo su primera locomotora, una máquina para vía estrecha de 750 mm. Como resultado de la escasez de espacio de sus instalaciones, Hagans a menudo tuvo que limitar su producción. Por ejemplo, la máquina T 15 tuvo que ser construida por Henschel porque Hagans no tenía la capacidad necesaria. En 1903 se trasladó la factoría a Ilversgehofen, al norte de la ciudad, y solo entonces fue posible la producción a gran escala. 
El 30 de junio de 1915 se vendió la fábrica de locomotoras, con efecto desde el 1 de abril de 1916, a Maschinenbau R. Wolf Magdeburg-Buckau. En 1928 finalizó definitivamente la fabricación de locomotoras de vapor en Erfurt, asumida por Henschel. Para entonces, Hagans había construido 1251 locomotoras. La última máquina Hagans fue una DRG Clase 64.

## Locomotora Hagans

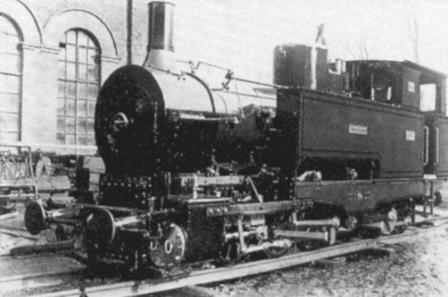
Prusiana T 36, una máquina típica con el accionamiento del brazo oscilante desarrollado por Hagans

Un tipo de locomotora de vapor articulada lleva el nombre de Hagans. Tenía dos grupos de ruedas acopladas que se movían juntas y que estaban conectadas mediante un sistema de palanca oscilante, de modo que la locomotora funcionaba con tan solo un par de cilindros.
Ejemplos son la Baden VIII d, la Prusiana T 13 y la Prusiana T 15.

## Locomotoras conservadas
- ČSD U 36.003 (ex Göllnitztalbahn No. 3) en el Ferrocarril Infantil de Košice (en funcionamiento regular)
- HOHEMARK No.2 en el Museo del Transporte de Fránkfurt
- La 89 7462 DB en el Museo de Coblenza